# Кагарлик (роман)
«Кагарлик» — роман українського письменника Олега Шинкаренка,  вийшов у видавництві Сергія Пантюка в 2014. Написаний у жанрі сатири, антиутопії, кіберпанку та роману-дороги, що зображує життя в Україні через сто років. 
Роман перевидавався у 2015 у видавництві «Люта Справа» і у 2016 році у видавництві «Kalyna Language Press» (UK).

## Історія створення

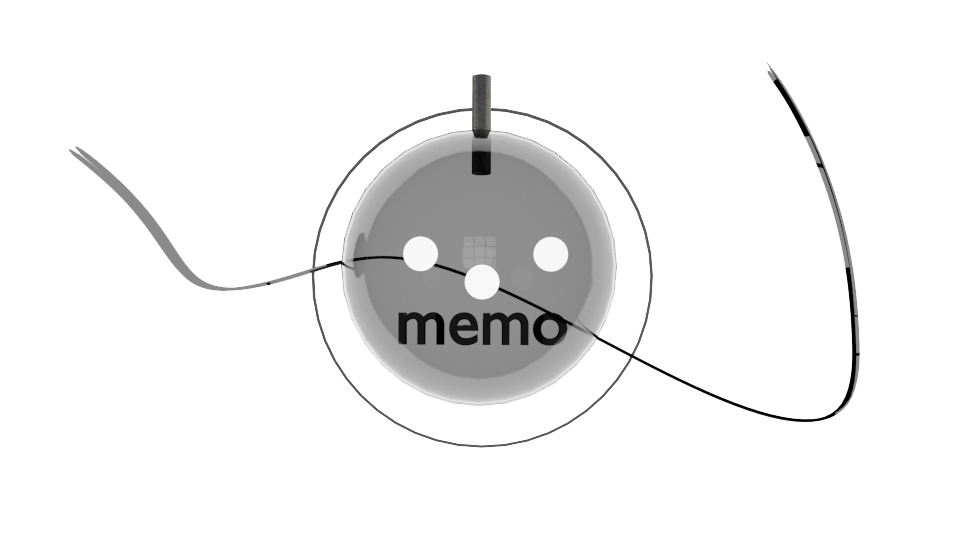
Блок пам'яті. Ілюстрація до роману «Кагарлик».

Роман починався 12 грудня 2012 року як Facebook-сторінка, на якій автор щодня публікував рівно 100 слів — повідомлень із паралельної реальності майбутнього. Проект одразу планувався як мультимедійний, автор написав для нього декілька музичних фрагментів [Архівовано 19 січня 2016 у Wayback Machine.] у жанрі «конкретної» музики, використовуючи замість музичних інструментів звуки навколишньої реальності (стуки по пральній машині, холодильнику, батареї, каструлям, звук роботи електродвигуна кавомолки, уривки із сербських православних хоралів), поєднані у абсурдні колажі, які ілюстрували сюжетну канву. 7 травня 2013 року автор вирішив закінчувати роман у традиційній формі паперової книжки, тому припинив публікацію фрагментів на Facebook-сторінці. Останній онлайн-епізод має номер 9300.

## Переклад роману
Стівен Комарницький переклав роман у серпні 2016 року [Архівовано 6 березня 2016 у Wayback Machine.], книжка вийшла 30 вересня 2016 року у Великій Британії у видавництві Kalyna Language Press [Архівовано 19 грудня 2016 у Wayback Machine.]. Уривок з перекладу роману англійською вже з'явився у свіжому номері видання Index of Censorship.

## Зміст і головні теми
Відбулася російська окупація, внаслідок якої Україна повернулася у середньовіччя. Головний герой, чию свідомість використали для виготовлення комп'ютерів російських військових супутників, намагається повернути втрачену через це пам'ять та свою дружину. Для цього він вирушає у загадкове місто Кагарлик, де в результаті випробування новітньої зброї назавжди зупинився час.
Головні теми роману
1. Неможливість існування адекватної копії свідомості через постійну та непередбачувану зміну оригіналу.
2. Критика агресивної семантичної монополії — намагання встановити єдину версію сенсу будь-чого за допомогою грубої сили.
3. Недовіра до пропонованої версії реальності і, як наслідок, — постійний пошук її альтернативи.
4. Прагнення людей, наляканих свободою та відповідальністю, яку вона передбачає, жити у просторі із уповільненим часом, що не вимагає реакції на можливі несподівані зміни.

## Персонажі роману
Православний російський бойовик Михайло Калашніков'
Його мова штучно сконструйована за допомогою онлайн словника церковно-слов'янської мови. Оскільки сам бойовик народився наприкінці ХХІ сторіччя, то штучний характер його мови виглядає досить реалістично, бо і він сконструював її самостійно, як ідеологічно-вірну мову. Інформація, яку повідомляє Калашніков в своїх монологах, являє собою набір химерно перемішаних чуток та брехні офіційної пропаганди, з яким не можна сперечатися, бо він не здатен до діалогу, не міркує і не еволюціонує. В цьому сенсі Калашніков — ідеальний морфон, тобто мертва, «заморожена» копія свідомості, записана на електронний носій. Цікаво, що Калашніков пропонує Олександру Сагайдачному свою допомогу у вигляді корисних порад, але той продуктивно користується нею тільки один раз — в останньому епізоді роману, коли рішення вже по суті прийняте. Повідомлення Калашнікова — це білий шум, який може іноді формувати корисні поради, але чисто випадково, немов генератор випадкових чисел.
Дід Петро
Мешканець одної з хатин на околиці Кагарлика. Завдяки йому та його коню з возом, Олександр Сагайдачний потрапляє в Кагарлик. Сагайдачний каже, що дід Петро «був людиною тупуватою та вів безглузде рослинне існування». Пізніше, після символічної смерті діда Петра, винахідник синкретичної версії християнства отець Андрій розповідає, що Бог відмовився керувати світом, «бо йому набридли люди… тож він давно спустився на землю та працює десь, ким доведеться». Олександр Сагайдачний приходить до висновку, що дід Петро і був Богом за версією отця Андрія. Саме цей факт і пояснює те, що Сагайдачному вдалося залишити Кагарлик на возі діда Петра. Ніякими іншими шляхами зробити це було би неможливо, оскільки в місті зупинився час.
Юрій Гагарін
Негативна копія свідомості Олександра Сагайдачного була зроблена, ймовірно, російським каральним спецзагоном «Богородица», який діяв за завданням військової лабораторії, що продукувала супутники-кіборги для війни в космосі. Вкрай інтелектуально обмежений, Юрій Гагарін оперує виключно штампами пропаганди та мовою ненависті для посилення та утримання на потрібному рівні власної агресивності. Завдання Юрія Гагаріна — відслідковувати пересування на поверхні Землі осіб нетрадиційної сексуальної орієнтації (головним чином — чоловіків-гомосексуалів) та фізично знищувати об'єкти, які можуть призвести до занепаду моралі або послаблення існуючої державної влади.
Funny Russian Sputnik (FRS)
Позитивна копія свідомості Олександра Сагайдачного була зроблена, ймовірно, російським каральним спецзагоном «Богородица», який діяв за завданням військової лабораторії, що продукувала супутники-кіборги для війни в космосі. FRS вийшов з-під контролю Москви і діє на власний розсуд. Це дозволило йому сформувати незалежну критичну самосвідомість. Фактично перебуваючи у стані «морфона» (тобто «замороженої» копії свідомості) FRS здатний до активних та продуктивних дій. Його мова, на відміну від Юрія Гагаріна, досить багата, складна та метафорична. FRS каже, що він є справжнім автором тексту роману «Кагарлик», який у свою чергу є коротким викладом безкінечного п'ятивимірного оригіналу, що не може бути відтворений цілковито у тривимірній реальності.
Отець Андрій
Єдиний мешканець району Майдану Незалежності в Києві. Живе у напівзруйнованому Українському Домі, видобуваючи тепло від спалення великої кількості паперових портретів невідомої йому людини, яка, ймовірно, є поетом Тарасом Григоровичем Шевченком. Отець Андрій вирощує на Майдані картоплю та буряк, розробляє свою власну синкретичну версію християнства, яка не має Бога і не сподівається його знайти, тому цілковито зосереджена на спробах побудови адекватної картини навколишньої реальності. З цією метою отець Андрій разом із майором Григоренко прослуховують (втім, без всякого успіху) величезну колекцію морфонів давно померлих киян, що зберігається в руїнах супермаркету «Ашан» на Петрівці, який в далекому минулому постраждав від влучання російської крилатої ракети.

## Критика

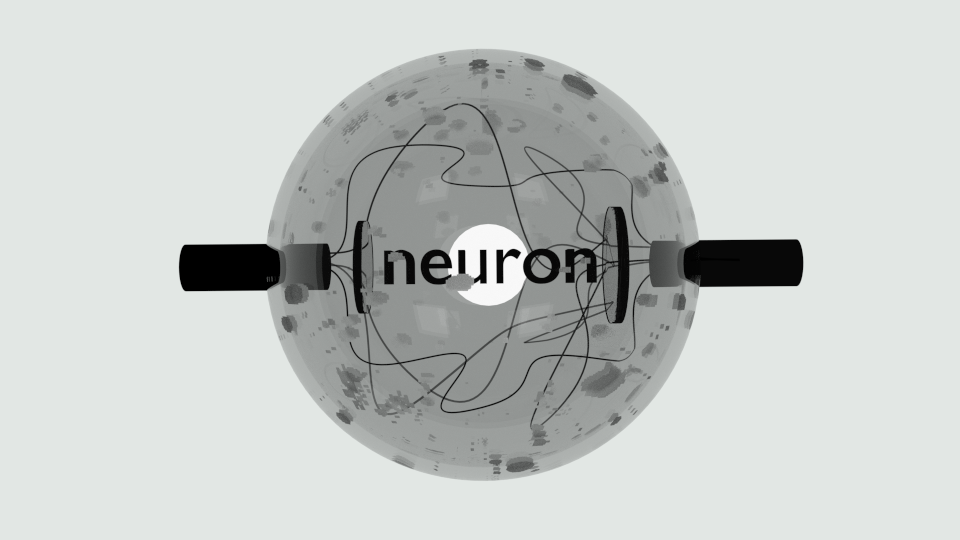
Neuron. Ілюстрація до роману «Кагарлик».

Михайло Бриних Ще трохи, і буде Кагарлик [Архівовано 2 січня 2015 у Wayback Machine.], Літакцент:
«Роман, попри невеликий обсяг, нафарширований багатьма цікавими ідеями, а їхнє поєднання — то навіть претендує на цілковиту оригінальність…»

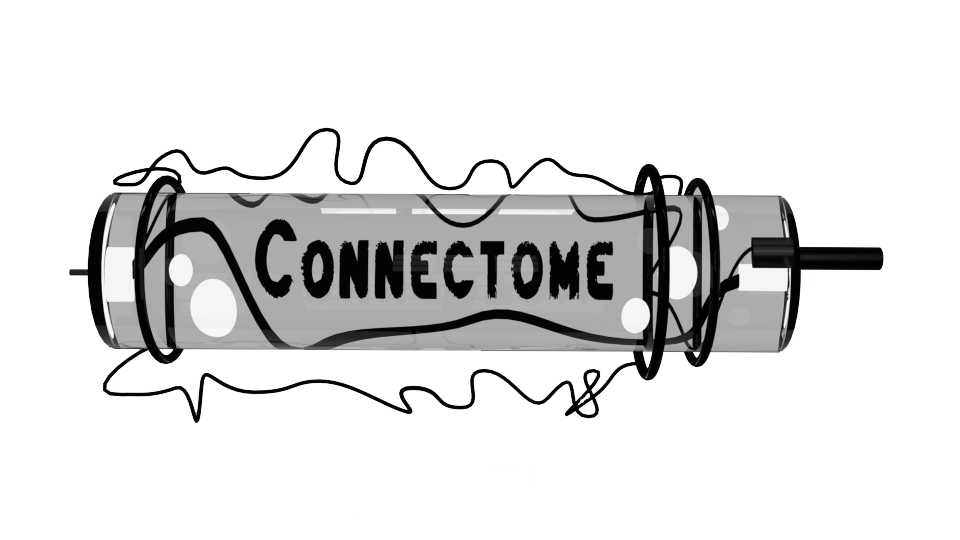
Connectome. Ілюстрація до роману «Кагарлик».

«На київському Майдані Незалежності вирощують картоплю, руїни супермакету „Ашан“ передаються у спадок, наче родовий маєток, кілька божевільних претендентів на посаду мера Києва намагаються перестріляти один одного».
«…в деталях, які стосуються війни російсько-української, автор, як би це м'яко сказати, справляє враження добре тренованої баби Ванги. Хочеться довго й виснажливо плювати через ліве плече, коли наштовхуєшся на передбачення, які протягом останніх місяців вже стали частиною нашої історії…»''
Андрій Курков Книжкові відкриття-2014 від знаних книголюбів [Архівовано 3 січня 2015 у Wayback Machine.], Читомо
«Роман Олега Шинкаренка „Кагарлик“, складенний з блоків по сто слів, найкраще відповідає моєму розумінню про роман-голограму, роман, що складається з майстерно вирізаних пазлів, які сам читач має зібрати в повноцінну картину вигаданого автором життя. Правда, життя, вигадане автором, збіглося багато у чому з новою реальністю, що прийшла в Україну наприкінці минулого року. Але наближення реального життя України до роману „Кагарлик“ не є визначальним для мене при оцінці цього чудового і талановитого твору».

Стівен Комарницький Стівен Комарницький: Поступово знаходимо друзів української літератури у Британії [Архівовано 1 квітня 2016 у Wayback Machine.], Читомо
«Читаючи роман „Кагарлик“, ми зрозуміли, що він буде мати успіх у Великій Британії серед людей, які люблять вишукану літературу. Привертає увагу експериментальна форма книжки і винахідливе використання наративних технік, а також оригінальна структура: ніколи не вгадаєш, що саме очікує в наступному епізоді. Це, безумовно, захоплює увагу читача. Я знаю, що в Україні існує одне з найпотужніших літературних і художніх середовищ у Європі. Всі ці автори експериментують, грають із формою. Роман „Кагарлик“ свідчить про це».

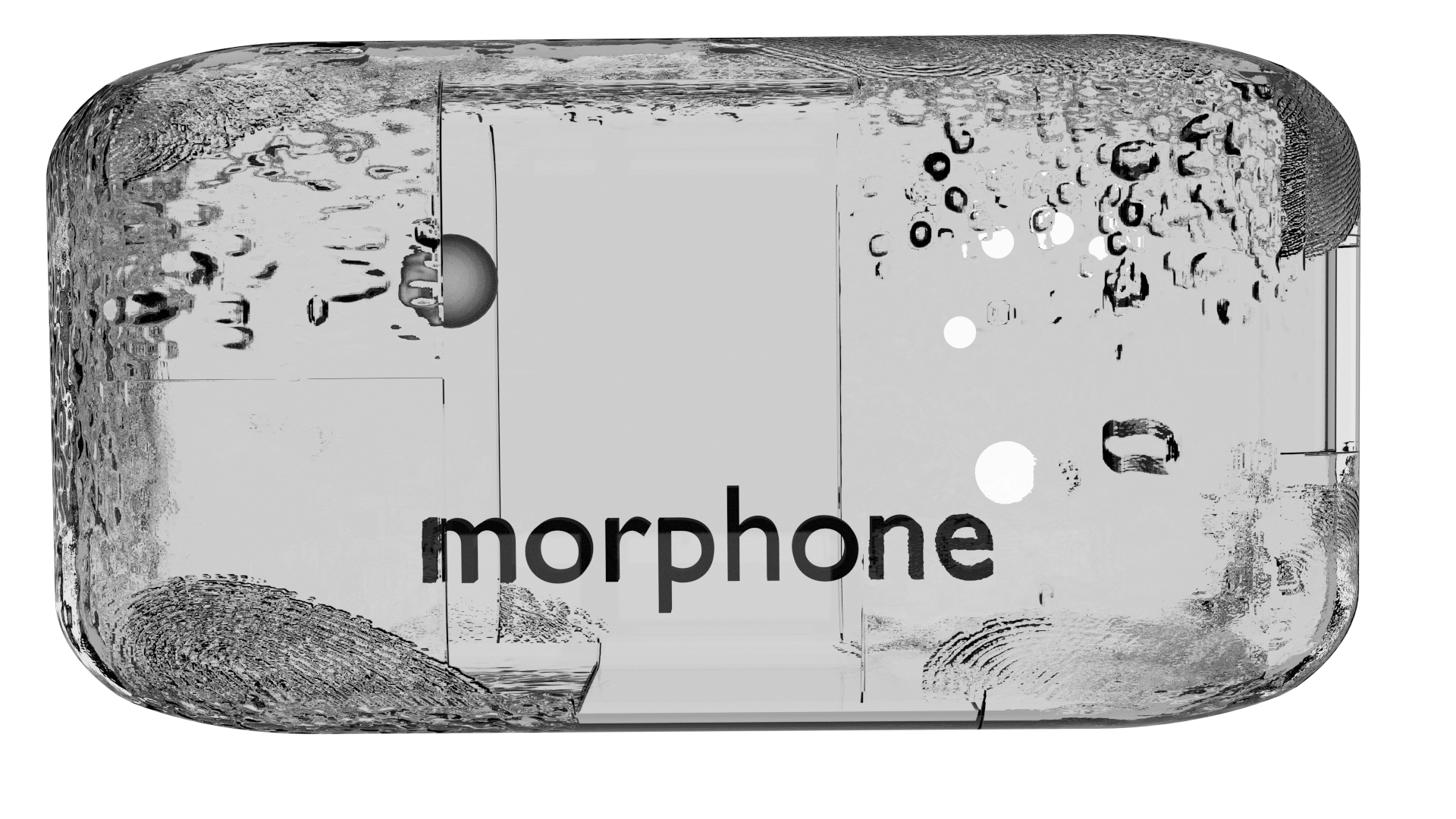
Morphone. Ілюстрація до роману «Кагарлик».

Іван Семесюк Запис у Facebook від 16 вересня 2015 року:
«…я нарешті у спокійній обстановці, вдумливо і з розстановкою, прочитав наново перевиданий роман Шинкаренка „Кагарлик“ і дійшов висновку, що це можливо найкраща книга з тих, що трапилися мені за останні роки два. Шинкаренко працює з українськими фобіями і культурними кодами мов з пластиліном, дуже філософічно, дотепно, ржачно (що важливо) і глибоко. Раджу почитати. Дуже насичена мова, густа мов борщ. Крім того видно, що автор ерудований, як книжкова шафа, і уважний. Взагалі, гумор для розумних — це рідкісне явище, і „Кагарлик“, можна сказати, є чудовим взірцем цього явища». 

Олег Коцарев Коли втілюються фантазії письменників-абсурдистів [Архівовано 2 січня 2015 у Wayback Machine.], День:
«Одна з українських літературних новинок, що вже встигла побувати на Лепцігському книжковому ярмарку, — нова книжка прозаїка, журналіста і блогера Олега Шинкаренка „Кагарлик“ — витримана в естетиці абсурду та в традиціях антиутопії».
«Олег Шинкаренко — чи не найпослідовніший абсурдист у сьогоднішній українській літературі. Й хоч, як і кожен дуже безпосередній автор, подекуди він помітно перегинає палицю, ця естетика в нього справді органічна. Хитка рівновага стриманої, небагатої лексики та розігнаної гойдалки фантазії на тлі вкрай скептичних, влучних, але локальних спостережень про життя суспільства робить письмо Шинкаренка ефектним і переконливим».
«…суть „Кагарлика“ не так у динаміці, як у „картинках“ посткатастрофічного життя, в змальованих ситуаціях. У них же його сила і цікавість».
Галина Левченко «Кагарлик»: російсько-китайська ядерна війна Або П'ятивимірний роман про українське життя [Архівовано 2 січня 2015 у Wayback Machine.], Буквоїд
«Маючи на меті деконструювання актуальних суспільно-політичних міфів, автор образно акцентує в сучасному українському інформаційному просторі феномени віджилі і руйнівні, але які потребують, все ж, виокремлення їхніх „фігур“ із загального тла і якщо не знищення, то принаймні знешкодження. Базовою стратегією моделювання світу в романі „Кагарлик“ постає так звана „позитивна“ чи „конструктивна“ пародія, об'єктом розвінчання якої є ідеологія у її найрізноманітніших варіантах і проявах: від так званої „духовності“ й абсолютизації певних релігійних переконань — до окремих примарних „цінностей“, від гіперболізованого культу певних подій національної історії — до героїзації та апокрифізації окремих суспільно-політичних чи культурних діячів».
Яна Онишкевич
Кагарлик Олега Шинкаренка: Фантомний спогад про майбутнє, yanaimonstry.blogspot.com 
«Кагарлик» — це такий собі літературний Кубик Рубіка, який, втім, немає одного єдиного правильного вигляду, а радше нагадує ті п'ятивимірні романи, про які згадує у своєму тексті автор.

Микола Леонович Олег Шинкаренко. Кагарлик [Архівовано 2 січня 2015 у Wayback Machine.], mykolan.wordpress.com 
«Є фантастичні твори — мисленнєві експерименти, в яких задаються нині неможливі умови і можлива на них реакція, здійснюються прогнози майбутнього. Інші, до яких належить „Кагарлик“, у чудовних декораціях звертають увагу на актуальні проблеми».

Роман Кабачій Запис у Facebook від 25 вересня 2015 року:
"..Шинкаренко вживає різних стилів мови (від псевдоцерковнослов'янського до псевдокобзарського) і теж різних мов. Російською у нього говорять згадані борці за православіє головного мозку («сразу же испочну речь свою дивномудрую об Росии да об том, како возможно возвернуть всея ея пространные завоевания. Вопервых конешно же надобно от содомитских грехопадников избавитца немедля и лутше их оскоплять»), нерідко сам автор («вы, наверное, догадались, что я пишу пятимерный роман на моем родном украинском языке. Именно его вы сейчас и читаете»), українською головний герой, Біджир а також автентичні мешканці України, а їх україномовних за підрахунками автора, лишилося 2154 людини. А також він вдається до мокшанської — мови антиросійських повстанців («Син Шиндяя Вєдяєнь Коломас сидів у московській в'язниці. Він був бойовиком терористичної організації „Шумбрат, Мордовія“…»), китайської — мови якою заговорила влада Росії після програної війни («Я забув російську мову», — сказав якось президент Росії), а також івриту".

## Переклади
- Oleh Shynkarenko. Kaharlyk. Translated from Ukrainian by Stephen Komarnyckyj. London: Kalyna Language Press Ltd., 2016. 182 pp. ISBN 978-0993197253[1]